# Panyapedaliodes
Genre
Panyapedaliodes est un genre de papillons de la famille des Nymphalidae et de la sous-famille des Satyrinae.

## Dénomination
Le nom de Panyapedaliodes leur a été donné par Walter Forster en 1964.

## Liste des espèces
- Panyapedaliodes cocorna Pyrcz & Rodriguez, 2005 ; présent en Colombie
- Panyapedaliodes drymaea (Hewitson, [1858]) ; présent en Colombie, en Bolivie, au Pérou et en Équateur.
- Panyapedaliodes jephtha (Thieme, 1905) ; présent en Colombie
- Panyapedaliodes mara (Thieme, 1905) ; présent en Bolivie et au Pérou
- Panyapedaliodes monticola (Tessmann, 1928) ; présent au Pérou
- Panyapedaliodes muscosa (Thieme, 1905) ; présent en Colombie, en Bolivie, au Pérou et en Équateur.
- Panyapedaliodes panyasis (Hewitson, 1862) ; présent au Venezuela, en Colombie, en Bolivie, au Pérou et en Équateur.
- Panyapedaliodes phila (Hewitson, 1862) ; présent en Colombie, en Bolivie, au Pérou et en Équateur.
- Panyapedaliodes puma (Thieme, 1905) ; présent en Bolivie
- Panyapedaliodes rahab (Thieme, 1905) ; présent au Pérou
- Panyapedaliodes silpa (Thieme, 1905) ; présent en Bolivie et au Pérou
- Panyapedaliodes stellata Pyrcz, 2004 ; présent au Pérou
- Panyapedaliodes tomentosa (Weymer, 1912) ; présent en Colombie, au Pérou et en Équateur.
- Panyapedaliodes traceyannae Pyrcz & Viloria, 1999 ; présent en Équateur.
- Panyapedaliodes sp. ; au Pérou.